# Ray Lucas
(en) Statistiques sur pro-football-reference
Raymond J. Lucas (né le 6 août 1972 à Harrison) est un joueur américain de football américain. Il est actuellement consultant pour l'émission Jets Nation pour la chaine de télévision sur internet SportsNet New York.

## Lycée
Lucas fait ses études à la Harrison High School d'où il sort diplômé.

## Carrière

### Université
Il entre ensuite à l'université Rutgers, jouant pour l'équipe des Scarlet Knights en football américain.

### Professionnel
Ray Lucas n'est sélectionné par aucune équipe lors du draft de la NFL de 1996 et signe peu de temps après comme agent libre avec les Patriots de la Nouvelle-Angleterre, jouant un rôle de remplaçant. En 1997, il est recruté par les Jets de New York où la aussi il est remplaçant pendant deux ans, entrant en cours de match. En 1999, le quarterback Vinny Testaverde se blesse lors du premier match de la saison et Rick Mirer est nommé titulaire. Mirer est remplacé ensuite par Lucas après que les Jets se trouve avec 4-6. Lucas fait ses débuts comme titulaire, perdant ses deux premiers matchs mais gagnant les quatre derniers, permettant aux Jets de finir avec 8-8.
Lucas reprend son poste de remplaçant en 2000 et est libéré par la franchise après cette saison. En 2001, il signe avec les Dolphins de Miami et est mis au poste de titulaire en 2002 après la blessure de Jay Fiedler contre les Broncos de Denver à Monday Night Football. Durant six matchs, Lucas envoie quatre passe pour touchdown et six interceptions. Le 20 octobre 2002 contre les Bills de Buffalo, Lucas perd six ballons, se faisant intercepté quatre passes et faisant deux fumbles. Il reçoit la distinction du plus mauvais match d'un quarterback de l'histoire des Dolphins de Miami. Il ne trouve qu'à treize reprises ses receveurs et le joueur qui reçoit le plus de ballon de sa part est le cornerback des Bills Nate Clements.

## Statistiques
En six saisons à la NFL, il a joué cinquante-cinq matchs dont quinze comme titulaire. Il a réussi 280 passes sur 483 (58 % de réussite) pour 3 029 yards, envoie dix-huit passes pour touchdown et dix-sept interceptions. Il a aussi marqué quatre touchdowns personnels dans sa carrière.

## Palmarès
- Introduit au Hudson Country Sports Hall of Fame le 28 mars 2008